# Miguel Hernández (métro de Madrid)
Miguel Hernández est une station de la ligne 1 du métro de Madrid en Espagne. Elle est située sous l'intersection entre les avenues de la Albufera et Rafael Alberti, dans le quartier madrilène de Palomeras Sureste, de l'arrondissement de Puente de Vallecas.

## Situation sur le réseau

Plan du réseau.

Établie en souterrain, Miguel Hernández est une station de passage de la ligne 1 du métro de Madrid. Elle est située entre la station Alto del Arenal, en direction du terminus Pinar de Chamartín, et la station Sierra de Guadalupe, en direction du terminus Valdecarros,. 
Les deux voies de la ligne sont encadrées par deux quais latéraux. Des voies de garages permettent le stationnement souterrain de huit rames.

## Histoire
La station Miguel Hernández est mise en service le 7 avril 1994, lors de l'ouverture du prolongement de la ligne depuis Portazgo. La station est nommée en référence à la bibliothèque publique située à proximité nommée en l'honneur de Miguel Hernández (1910-1942), poète et dramaturge.
Elle demeure le terminus sud-est de la ligne jusqu'au 3 mars 1999 quand un nouveau prolongement est ouvert jusqu'à Congosto. 

## Services aux voyageurs

### Accès et accueil
La station possède deux accès équipés d'escaliers et d'escaliers mécaniques, ainsi qu'un accès direct par ascenseur depuis l'extérieur. Accessible aux personnes à la mobilité réduite, située en zone A, elle est ouverte de 6h00 à 1h30.

### Desserte
Miguel Hernández est desservie par les rames de la ligne 1 du métro de Madrid.

Installations et desserte
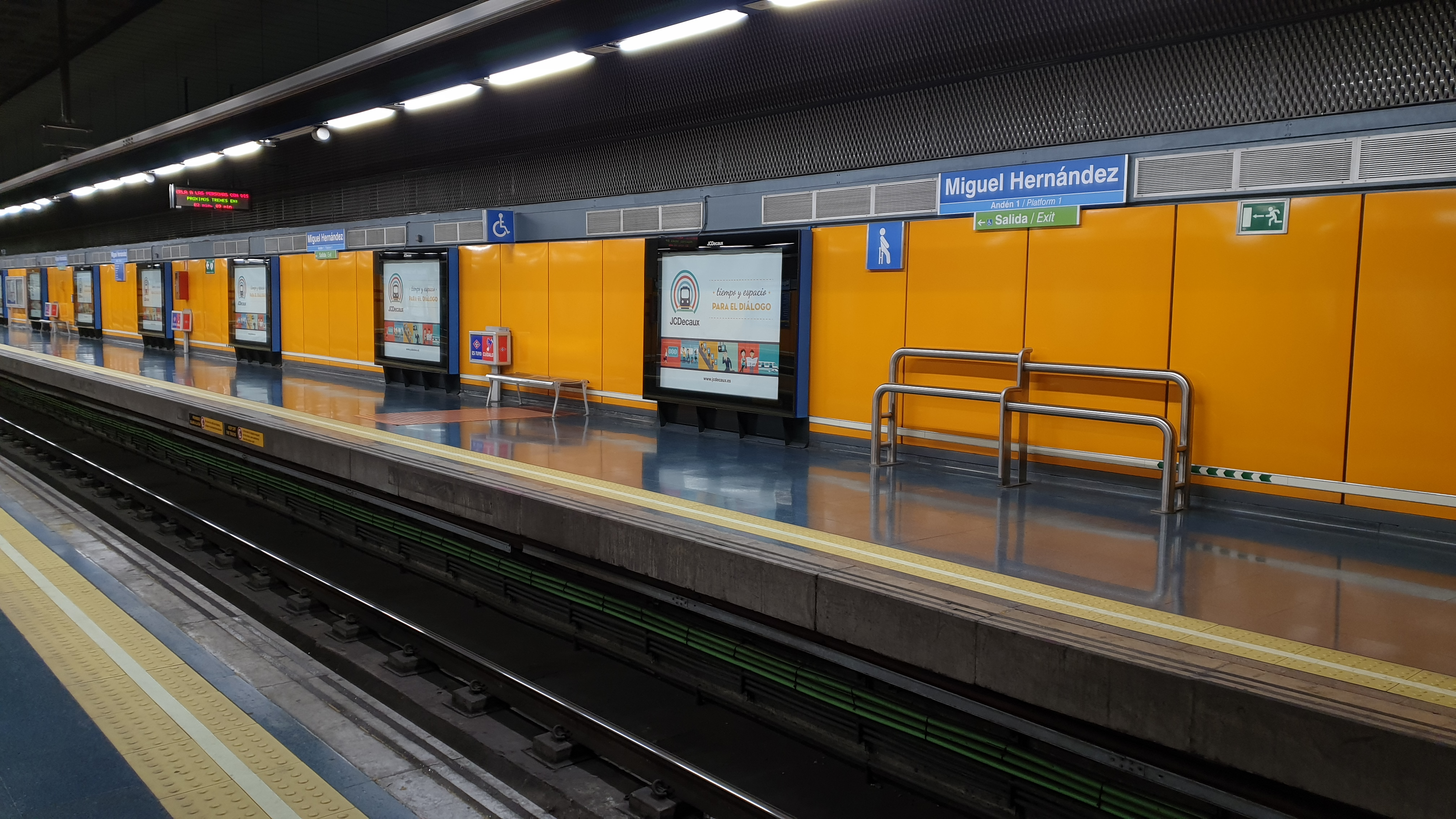
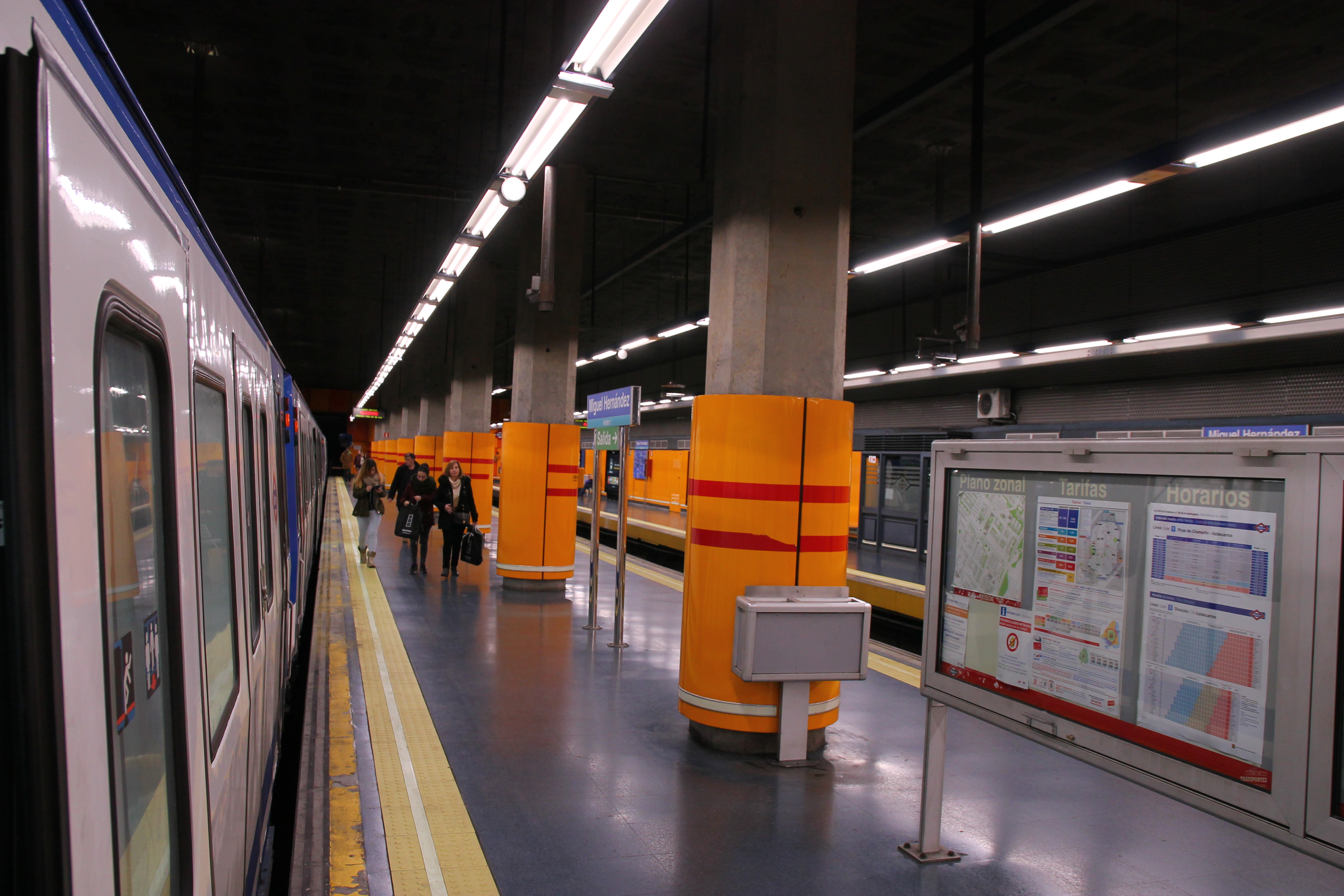
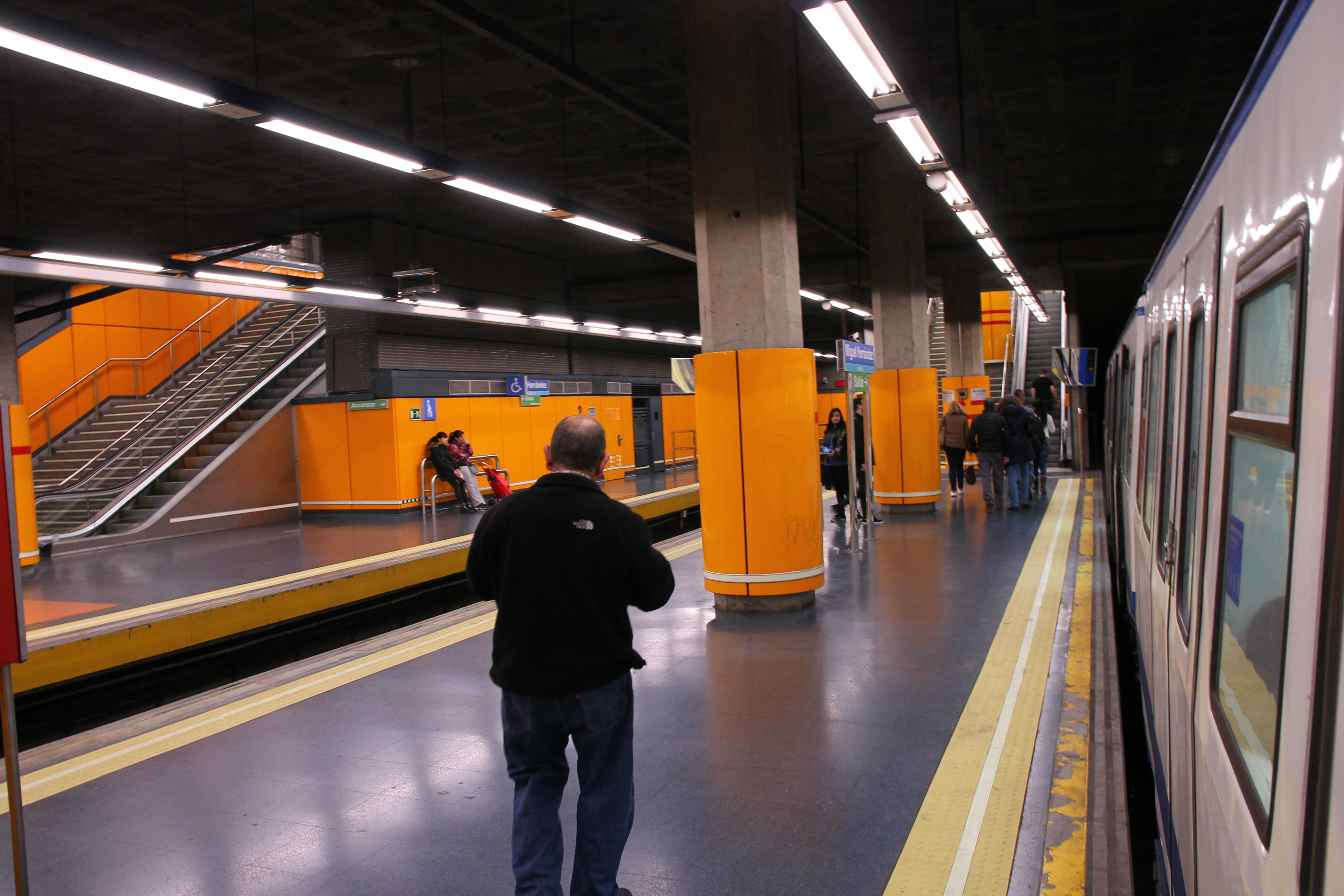

### Intermodalité
À proximité, sont situés des arrêts de bus EMT, desservis par les lignes : diurnes 54, 58, 103, 142, 143 et 144  et nocturnes N10, N25.
Un parking souterrain, construit en même temps que la station, est ouvert aux véhicules.